# 카를로스 디오고
카를로스 안드레스 디오고 엔세냐트(스페인어: Carlos Andrés Diogo Enseñat, 1983년 7월 18일, 몬테비데오 ~)는 은퇴한 우루과이의 프로 축구 선수이다. 강인한 힘을 지닌 선수로, 그는 우측 측면의 수비수나 미드필더로 활약했다.
그는 5년에 걸쳐 레알 마드리드와 사라고사 소속으로 라 리가 120경기를 출전했다. 그는 자국 외에도 아르헨티나와 벨기에에서 프로 선수로 활약한 경력이 있다.
디오고는 우루과이를 대표해 2번의 코파 아메리카에 참가하기도 했다.

## 클럽 경력
디오고는 몬테비데오 출신이다. 그는 리버 플레이트 몬테비데오에서 프로 경력을 시작해 페냐롤을 거쳐 2004-05 시즌에 아르헨티나의 리버 플레이트에 입단했다.
2005년 여름, 디오고는 같은 국적의 파블로 가르시아와 함께 스페인 거함 레알 마드리드에 합류했지만, 1군 출전 기회가 그리 많지 않았다. 2006년 8월 23일, 수도 연고의 구단은 그를 같은 라 리가에 소속된 사라고사로 1년 임대하기로 결정했다. 2007년 8월, 디오고는 사라고사로 완전 이적했는데, 마드리드는 본래 제시한 €4M 대신에 €3M을 받고, 100% 환불로 선수를 재영입할 수 있게 인수 조항을 붙였다.
2007년 1월 6일, 디오고는 세비야와의 경기 막판에 브라질인 루이스 파비아누의 손을 밟고 모욕을 한 후 주먹다짐을 벌였는데, 파비아누는 보복으로 디오고의 목을 졸랐다. 이 사태로 양 선수에게 모두 5경기 출장 정지 징계가 내려졌다.
아라곤 연고의 구단이 세군다 디비시온에 강등된 와중에, 디오고는 무릎 중상을 당해 2008-09 시즌을 통째로 날렸다. 그는 2009년 4월에 두 번째 수술을 받아 8달을 더 출전하지 못하게 되었다.
2009년 12월 12일, 사라고사가 1부 리그로 복귀한 후, 디오고도 현장에 복귀해 골을 신고했지만, 아틀레틱 빌바오와의 리그 안방 경기에서 1-2로 졌다. 디오고는 14경기를 더 출전해, 사라고사가 강등을 면하는데 힘썼다.
디오고는 2010-11 시즌에 온전한 몸상태를 회복해 모든 리그 경기에 선발로 출전해 2,950분을 뛰었고, 사라고사는 또다시 간신히 강등을 면했다. 그는 구단과의 재계약에 의견차를 좁히지 못하고 7월에 사라고사를 떠났다.
디오고는 2012년 1월 중순에 CSKA 소피아와 계약했지만, 보름 만에 불가리아 구단에 이적을 요청했고, 구단측은 이를 수락했다. 9월 말, 그는 현장에 복귀해 사라고사의 이웃인 우에스카 소속이 되었다.
2013년 6월, 디오고는 벨기에 프로 리그의 헨트와 1년 계약을 맺었지만, 이듬해 1월에 방출되었다.

## 국가대표팀 경력
우루과이 국가대표팀에서 활약한 적이 디오고는 도쿄에서 열린 일본과의 친선경기에 9분을 출전해 첫 국제 경기를 치렀고, 2-2로 비겼다. 디오고는 2004년과 2007년 코파 아메리카 대회에 자국을 대표로 출전하기도 했다.

## 사생활
카를로스 디오고는 우루과이의 축구 선수이자 페냐롤과 브라질 무대에서 활약했던 빅토르 디오고의 아들이다.